# Prochladnoje (Kaliningrad, Selenogradsk)
Prochladnoje (russisch Прохладное, deutsch Kragau, litauisch Kragava) ist ein Ort in der russischen Oblast Kaliningrad und gehört zur kommunalen Selbstverwaltungseinheit Stadtkreis Selenogradsk im Rajon Selenogradsk. Die Ortsstelle Kragau ist allerdings verlassen; der Ort Prochladnoje befindet sich heute etwa drei Kilometer südwestlich davon.

## Geographische Lage
Prochladnoje liegt nördlich der Bahnstrecke Kaliningrad–Baltijsk (Königsberg–Pillau), der früheren Ostpreußischen Südbahn, und ist von Kostrowo (Bludau) an der russischen Fernstraße A 193 (frühere deutsche Reichsstraße 131) aus zu erreichen. Die nächste Bahnstation ist der Ostanowotschny punkt „O.p. 29 km“ (Haltepunkt, bis 1945 Bahnhof Kaspershöfen) an der genannten Bahnstrecke.

## Ortsname
Der Name „Kragau“ bzw. „Craghen“ leitet sich von „kragis“ ab, was ein „enghalsiges Gefäß“ bezeichnet.

## Geschichte
Der bis 1947 Kragau genannten Ort wurde im Jahre 1310 gegründet. Er wurde Sitz eines Domänenamtes, das die Kirchspiele Thierenberg (russisch: Dunajewka), Kumehnen (Kumatschowo) und Medenau (Logwino) umfasste. Im 18. Jahrhundert wurde dieses zu einem Kammeramt, das bis 1822 bestand.
Im Jahre 1874 wurden das Dorf und die Domäne Kragau in den neu geschaffenen Amtsbezirk Medenau (russisch: Logwino) eingegliedert. Er bestand bis 1945 und gehörte bis 1939 zum Landkreis Fischhausen, nach 1939 zum Landkreis Samland im Regierungsbezirk Königsberg der preußischen Provinz Ostpreußen. Im Jahre 1910 waren in Kragau 241 Einwohner registriert, davon 117 im Dorf und 124 im Gutsbezirk.
Am 30. September 1928 schlossen sich die Landgemeinden Kragau und Mossehnen (heute nicht mehr existent) sowie der Gutsbezirk Kragau zur neuen Landgemeinde Kragau zusammen. Die Einwohnerzahl betrug 1933 insgesamt 233 und belief sich 1939 auf 245.
Im Jahre 1945 kam Kragau mit dem nördlichen Ostpreußen in Kriegsfolge zur Sowjetunion und wurde 1947 in Prochladnoje umbenannt. Gleichzeitig wurde der Ort in den Dorfsowjet Logwinski selski Sowet im Rajon Primorsk eingeordnet. Später gelangte der Ort in den Powarowkski selski Sowet. In dem Ort wurde eine Begräbnisstätte für gefallene Sowjetsoldaten eingerichtet. Der Ort Prochladnoje verlagerte sich allerdings um etwa drei Kilometer nach Südwesten. Die Begräbnisstätte wurde um 1985 aufgehoben und mit beim sowjetischen Ehrenmal für die Kriegstoten in Russkoje einbezogen.
Seit etwa 1995 gehörte Prochladnoje zum Dorfbezirk Kostrowski selski okrug. Von 2005 bis 2015 gehörte der Ort zur Landgemeinde Pereslawskoje selskoje posselenije und seither zum Stadtkreis Selenogradsk.

## Kirche
Mit seiner überwiegend evangelischen Bevölkerung war Kragau vor 1945 in das Kirchspiel der Kirche Medenau (heute russisch: Logwino) eingepfarrt. Es gehörte zum Kirchenkreis Fischhausen (Primorsk) in der Kirchenprovinz Ostpreußen der Kirche der Altpreußischen Union. Heute liegt Prochladnoje im Einzugsbereich der in den 1990er Jahren neu entstandenen evangelisch-lutherischen Gemeinde in Swetly (Zimmerbude), einer Filialgemeinde der Auferstehungskirche in Kaliningrad (Königsberg) in der Propstei Kaliningrad der Evangelisch-lutherischen Kirche Europäisches Russland.

## Schule
In Kragau bestand vor 1945 eine zweiklassige Schule, die 1737 unter Friedrich Wilhelm I. eingerichtet worden war.

## Persönlichkeiten des Ortes
- Diethelm Ferner (1941–2023), deutscher Fußballspieler und -trainer